# 잭 앤 미리 포르노 만들기
《잭 앤 미리 포르노 만들기》(영어: Zack and Miri Make a Porno 혹은 영어: Zack and Miri)는 2008년 개봉한 미국의 섹스 코미디 영화이다. 케빈 스미스가 각본, 연출, 편집을 맡고, 세스 로건, 엘리자베스 뱅크스, 크레이그 로빈슨, 제이슨 뮤스 등이 출연하였다.
제작 당시에는 뷰 어스큐니버스와 관련이 없었으나 저스틴 롱이 이 영화에서 연기한 인물이 2019년 영화 《제이 앤 사일런트 밥 리부트》에도 등장하면서 뷰 어스큐니버스와 연계되었다.

## 줄거리
소꿉친구이며 현재는 룸메이트인 잭과 미리는 각자 일을 하고 있지만 몇 달치 공공 요금이 밀려있는 상태이다. 미리는 잭이 일하는 카페에서 고등학교 동창회에 입고 갈 옷을 갈아입다가 카페 손님에게 도촬을 당하고, 촌스러운 팬티 덕분에 인터넷에서 빠르게 화제 동영상이 된다. 곧 함께 참석한 동창회에서 동창 보비의 남자친구인 게이 포르노 배우 브랜던을 만나고 돌아온 잭은 전기마저 끊기자 주저하는 미리를 설득해 같이 포르노 영화를 찍어 돈을 벌기로 한다. 이들은 성관계는 철저히 일로만 대하고 우정에 영향을 주는 일이 없게끔 하기로 하지만 촬영이 시작되자 연애 감정이 싹튼다.

## 출연
- 세스 로건 - 잭 브라운 역
- 엘리자베스 뱅크스 - 미리 링키 역
- 크레이그 로빈슨 - 딜레이니 역
- 제이슨 뮤스 - 레스터 역
- 트레이시 로즈 - 버블스 역
- 제프 앤더슨 - 디컨 역
- 케이티 모건 - 스테이시 역
- 저스틴 롱 - 브랜던 세인트랜디 역
- 브랜던 라우스 - 로버트 "보비" 롱 역
- 타일러 러빈 - 드렁크 윌리 역
- 티샤 캠벨마틴 - 앤젤리나 역
- 톰 서비니 - 젱킨스 역
- 제니퍼 슈월바크 스미스 - 베치 역
- 베티 애벌린 - 코플리 부인 역